# راف راک (آریزونا)
راف راک (به انگلیسی: Rough Rock) یک منطقهٔ مسکونی در ایالات متحده آمریکا است که در شهرستان آپاچی، آریزونا واقع شده‌است. راف راک ۳۳٫۱۲ کیلومتر مربع مساحت و ۲۶٬۳۶۱ نفر جمعیت دارد و ۱٬۹۱۴ متر بالاتر از سطح دریا قرار دارد.